# 後免車站
後免車站（日语：／ Gomen eki */?）是位於日本高知縣南國市驛前町，隸屬於四國旅客鐵道（JR四國）和土佐黑潮鐵道的鐵路車站。車站編號為D40（土讚線）及GN40（後免、奈半利線）。本站是土讚線與地方私營鐵路路線土佐黑潮鐵道阿佐線（又暱稱為「後免、奈半利線」）的交會車站，由JR四國負責站務管理。

## 簡介
後免車站是南國市的主車站，因此本站停靠包括特急列車、快速列車及普通列車在內，所有等級的列車。
由於車站名稱的「後免」兩字在日文中的發音正好與「抱歉」（ごめん，Gomen）相同而成為話題，在該站第0與第1兩條乘車線之間的月台上可以看到一個身著土佐黑潮鐵道天藍色站務員制服的小男孩造型吉祥物「後免驛雄君」（ごめん えきお君）。除了後免車站外，阿佐線沿線的車站都擁有不同的類似吉祥物，其中終點站奈半利車站的「奈半利子」（なは りこちゃん）與後免驛雄一樣是身著鐵路公司的站務員制服，但不同的是奈半利子是個小女孩的造型。

## 車站構造
後免車站採用的是部分站房天橋化的跨線式站房設計，月台區位於地面上，但由於土佐黑潮鐵道的路線是高架化的，因此在進站之前該線有一段平行於土讚線的坡度軌道，用以串連高架化的路線與為在平面上的車站乘車線。站內有兩座島式月台共四條乘車線，備有路線交換與避車用的轉轍設施。售票大堂設於二樓。
後免雖然是土佐黑潮鐵道阿佐線的西北端終點站，但有部分屬於該公司的列車並不會只行駛到此站就折返，而是會繼續進入JR四國土讚線的軌道內，直達縣首府高知市的高知。這些直達車會在後免站與行駛於土讚線上的JR四國柴油客車串連或拆解，以重聯串掛的方式行駛在後免～高知之間的路段上。
由車站遠處望約500公尺距離處，也可以見到土佐電氣鐵道後免線的後免西町。

## 月台構造
由於站房架空化，現時原則上為兩個島式月台，其中南端的0號月台及1號月台為一組；北端的2號及3號月台為一組；0號月台採用港灣式月台設計，是因應後免、奈半利線的開業而將舊站房拆去並高架化、騰出了用地後才開設舖設的，亦即是1號月台本來為側式月台，但由於0號月台的有效長度達110米，超過半個1號月台的長度（160米），所以仍可視為島式月台。
0號月台和1號月台主要是供後免、奈半利線的列車使用，包括以本站為終點站（0或1號）或直通土讚線（1號）；JR列車則除了0號月台外，其他用台皆會使用。另外，2號月台靠向高知一方亦因對應特急列車的增結，採用了鐵架和鐵板加建月台伸延部份，使有效長度改為7輛；3號月台則維持原來5輛有效長度。
| 月台 | 路線            | 方向 | 目的地                             | 備註                                                                      |
| ---- | --------------- | ---- | ---------------------------------- | ------------------------------------------------------------------------- |
| 0    | ■後免、奈半利線 | 上行 | 赤崗、安藝、奈半利方向             | 始發／終點站，全日唯一一班開往赤岡的區間車                                |
| 1    | ■後免、奈半利線 | 上行 | 安藝、奈半利方向                   | 所有直通往來高知的列車                                                    |
| 1    | ■ 土讚線        | 下行 | 高知、須崎、窪川方向               | 主要接駁由後免・奈半利線0號月台的列車、半數往高知的特急列車               |
| 1    | ■ 土讚線        | 上行 | 土佐山田、阿波池田、岡山方向       | 早、晚各1班往岡山的特急「南風」列車、1班往阿波池田、6班往土佐山田普通列車 |
| 2    | ■ 土讚線        | 下行 | 土佐山田、阿波池田、高松、岡山方向 | 特急及普通主發月台、全部上行「四萬十」                                    |
| 2    | ■ 土讚線        | 上行 | 高知方向                           | 5班特急列車、1班普通列車                                                  |
| 3    | ■ 土讚線        | 下行 | 高知、伊野、須崎、窪川、中村       | 2班特急、過半數普通列車                                                   |
| 3    | ■ 土讚線        | 上行 | 土佐山田、岡山方向                 | 2班特急、6班普通                                                          |

## 歷史
- 1925年12月5日：當時原名高知線的土讚線自土佐山田延伸至此，後免車站以日本國鐵車站的身份開始營運。
- 1926年4月11日：高知鐵道（也就是日後的土佐電氣鐵道）後免車站開幕營運，成為往安藝地區的聯絡車站。
- 1941年7月12日：高知鐵道改名為土佐交通。
- 1948年6月3日：由於所屬公司的合併，土佐交通改名為土佐電氣鐵道。
- 1974年4月1日：土佐電氣鐵道安藝線的廢線，餘下日本國鐵繼續使用。
- 1987年4月1日：國鐵分割民營化，後免車站的營運由JR四國繼承。
- 2001年4月25日：配合阿佐線的啟用，車站進行改建。
- 2002年7月1日：阿佐線正式通車，成為JR四國與土佐黑潮鐵道共用的車站。
- 2003年5月：新設北口[2]。
- 2021年10月：綠窗口改為採用遙距式客服售票機「綠色售票機廣場」（みどりの券売機プラス），人手綠窗口服務取消[3]。

## 利用人數
本站一直以來都是在JR四國總車站排名中位列頭20名內，以下是各年日均客量：
| 上車人數推算 | 上車人數推算 | 上車人數推算 |
| 年度         | 1日平均人數  | 出處         |
| ------------ | ------------ | ------------ |
| 2010         | 1,866        |              |
| 2011         | 1,821        | [ 統計 1 ]   |
| 2012         | 1,920        | [ 統計 1 ]   |
| 2013         | 2,012        | [ 統計 2 ]   |
| 2014         | 1,948        | [ 統計 3 ]   |
| 2015         | 1,945        | [ 統計 4 ]   |
| 2016         | 1,897        | [ 統計 5 ]   |
| 2017         | 1,931        | [ 統計 6 ]   |
| 2018         | 1,970        | [ 統計 7 ]   |
| 2019         | 1,892        | （PDF版本）  |
| 2020         | 1,656        | （PDF版本）  |
| 2021         | 1,706        | [ 統計 10 ]  |
| 2022         | 1,815        | [ 統計 11 ]  |
| 2023         | 1,864        | [ 統計 12 ]  |

## 相鄰車站
四國旅客鐵道（JR四國）
■土讚線
■特急「南風」、「四萬十」
土佐山田（D37）－後免（D40）－高知（D45/K00）
■普通（只限早上上行一班）
土佐山田（D37）←後免（D40）←土佐大津（D41）
■普通
土佐長岡（D39）－後免（D40）－土佐大津（D41）
TKT 土佐黑潮鐵道
■阿佐線（後免、奈半利線）
■快速A、■快速B、■普通（所有在土讚線內都作為普通列車各站停車）
（土佐大津－）後免（GN40）－後免町（GN39）

### 統計資料
1. ↑  引用國土數値情報　駅別乗降客數データ數據（統計情報Research，2025年7月26日閱覽），並將其數目整除2而得出。
2. ↑  駅別乗車人員一覧（平成25年度）ベスト20，JR四國。
3. ↑  駅別乗車人員一覧（平成26年度）ベスト20，JR四國。
4. ↑  駅別乗車人員一覧（平成27年度）ベスト20，JR四國。
5. ↑  駅別乗車人員一覧（平成28年度）ベスト20，JR四國。
6. ↑  駅別乗車人員一覧（平成29年度）ベスト20，JR四國。
7. ↑  駅別乗車人員一覧（2018年度）ベスト20，JR四國。
8. ↑  駅別乗車人員一覧（2019年度）ベスト20，JR四國。
9. ↑  乗車人員順位表（2019及2020年度），JR四國。
10. ↑   (PDF).   [2025-08-06]. （原始内容存档 (PDF)于2024-02-26）.
11. ↑  2022年度乗車人員順位表
12. ↑   (PDF).   [2025-08-06]. （原始内容存档 (PDF)于2024-10-04）.

## 外部連結
- JR四國後免站（舊資料保存）
- 土佐黑潮鐵道後免站

33°34′45″N 133°38′43″E / 33.57917°N 133.64528°E